# Europese kampioenschappen beachvolleybal 2000
De Europese kampioenschappen beachvolleybal 2000 werden van 24 tot en met 27 augustus gehouden in de Spaanse stad Getxo. De kampioenschappen bestonden uit een toernooi voor mannen en een toernooi voor vrouwen. Aan de kampioenschappen deden 32 teams bij de mannen mee en 30 teams bij de vrouwen, dus 62 teams en 124 spelers in totaal.  Het prijzengeld per toernooi bedroeg €90.000.
Bij de mannen wonnen de Zwitserse broers Martin en Paul Laciga hun derde titel op rij door hun landgenoten Sascha Heyer en Markus Egger in de finale te verslaan. Het brons ging naar de Noren Jørre Kjemperud en Vegard Høidalen die in de troostfinale te sterk waren voor Dmitri Karasev en Sergej Saifoelin uit Rusland. Bij de vrouwen prolongeerde het Italiaanse duo Laura Bruschini en Annamaria Solazzi hun titel tegen Jana Vollmer en Danja Müsch uit Duitsland. De Nederlandse zussen Debora Schoon-Kadijk en Rebekka Kadijk wonnen de wedstrijd om het brons van het Tsjechische tweetal Eva Celbová en Soňa Dosoudilová.

## Medailles

### Medaillewinnaars
| Onderdeel | Goud | Goud                              | Zilver | Zilver                    | Brons | Brons                               |
| --------- | ---- | --------------------------------- | ------ | ------------------------- | ----- | ----------------------------------- |
| mannen    | SUI  | Martin Laciga Paul Laciga         | SUI    | Sascha Heyer Markus Egger | NOR   | Jørre Kjemperud Vegard Høidalen     |
| vrouwen   | ITA  | Laura Bruschini Annamaria Solazzi | GER    | Jana Vollmer Danja Müsch  | NED   | Debora Schoon-Kadijk Rebekka Kadijk |

### Medaillespiegel
| Rang   | Land        | Goud | Zilver | Brons | Totaal |
| 1      | Zwitserland | 1    | 1      | 0     | 2      |
| 2      | Italië      | 1    | 0      | 0     | 1      |
| 3      | Duitsland   | 0    | 1      | 0     | 1      |
| 4      | Nederland   | 0    | 0      | 1     | 1      |
| 4      | Noorwegen   | 0    | 0      | 1     | 1      |
| Totaal | Totaal      | 2    | 2      | 2     | 6      |

1993 ·
1994 ·
1995 ·
1996 ·
1997 ·
1998 ·
1999 ·
2000 ·
2001 ·
2002 ·
2003 ·
2004 ·
2005 ·
2006 ·
2007 ·
2008 ·
2009 ·
2010 ·
2011 ·
2012 ·
2013 ·
2014 ·
2015 ·
2016 ·
2017 ·
2018 ·
2019 ·
2020 ·
2021 ·
2022 ·
2023 ·
2024